# Brachyopa tabarkensis
Brachyopa tabarkensis är en tvåvingeart som beskrevs av Kassebeer 2002. Brachyopa tabarkensis ingår i släktet savblomflugor, och familjen blomflugor.
Artens utbredningsområde är Tunisien. Inga underarter finns listade i Catalogue of Life.